# Corrective Errors〜remix of 舟
『Corrective Errors〜remix of 舟』(コレクティブエラーズ～リミックスオブ-)はP-MODELの10枚目のアルバム「舟」のリミックス盤。
1995年9月30日、ディスクユニオン内レーベルDIW/SYUNから発売された。

## 解説
改訂P-MODELとしての初アルバム。
リミックスの元となった「舟」より先にリリースされ、公式サイトには「前代未聞」と書かれている。
リミックス担当は、P-MODELメンバーの福間創と小西健司。

## 収録曲
1. Tide re-mix
2. 残骸の舟Saksit re-mix - Wrecked Ship Saksit re-mix
3. Julia Bird re-mix
4. 3/4 [March 4th] re-mix
5. Welcome re-mix
6. HOME re-mix
7. Fune re-mix

## 参加ミュージシャン
- 福間創 - System-1
- 小西健司 - System-2
- 平沢進
- 上領亘